# Sarothrias dimerus
Sarothrias dimerus är en skalbaggsart som först beskrevs av Heller 1926.  Sarothrias dimerus ingår i släktet Sarothrias och familjen Jacobsoniidae. Inga underarter finns listade i Catalogue of Life.